# 卡爾戈瓦
卡爾戈瓦是波蘭的城鎮，位於該國西部，距離綠山城約40公里，由盧布斯卡省負責管轄，2006年人口3,641。在第二次瓜分波蘭中，該鎮在1793年被納入普魯士王國管治範圍。

## 外部連結
- Jewish Community in Kargowa（页面存档备份，存于） on Virtual Shtetl

52°04′N 15°52′E / 52.067°N 15.867°E